# Mäulen Äschimbajew

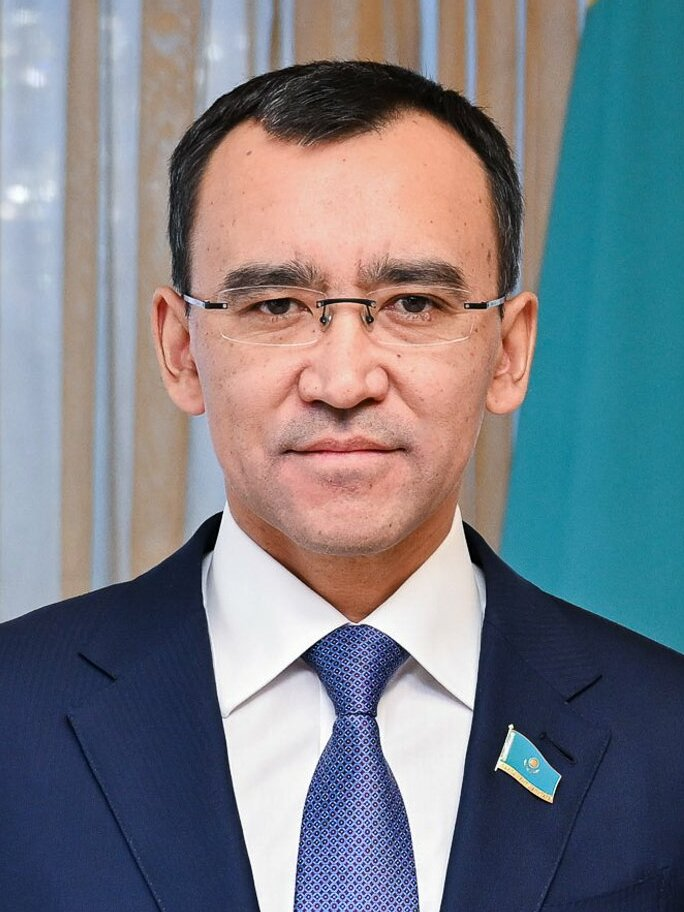
Mäulen Äschimbajew (2022)

Mäulen Saghatchanuly Äschimbajew (kasachisch Мәулен Сағатханұлы Әшімбаев, russisch Маулен Сагатханович Ашимбаев Maulen Sagatchanowitsch Aschimbajew; * 28. Januar 1971 in Alma-Ata, Kasachische SSR) ist ein kasachischer Politiker (Amanat). Seit Mai 2020 ist er Vorsitzender des kasachischen Senates.

## Leben
Äschimbajew wurde 1971 in Alma-Ata geboren. Er absolvierte ab 1988 ein Studium der Wirtschaftswissenschaften an der Kasachischen Staatlichen Kirow-Universität, das er 1993 abschloss. 2001 dissertierte er mit dem Thema „Politische Transitionen in Kasachstan im Kontext globaler Demokratisierungsprozesse“. Einen Masterabschluss erwarb er 2016 an der Fletcher School, einer Graduiertenschule der Tufts University.
Nach seinem Hochschulabschluss arbeitete Äschimbajew zunächst im kasachischen Ministerium für Presse und Massenmedien. Zwischen Mai 1994 und März 1995 war er Berater des Vorsitzenden des Obersten Rates der Republik Kasachstan, des damaligen kasachischen Parlaments. Von Juni bis November 1995 war er für wenige Monate Berater im Büro des Sicherheitsrates des Landes, bevor er in die Verwaltung des Präsidenten wechselte. Im April 1999 kehrte er zum kasachischen Sicherheitsrat zurück, wo er Leiter des Analysezentrums wurde. Im Mai 2000 wurde er Direktor des Kasachischen Instituts für strategische Studien (Kazakhstan Institute for Strategic Studies, KazISS). Nach fünf Jahren an der Spitze des Instituts arbeitete er erneut beim kasachischen Sicherheitsrat, diesmal als stellvertretender Sekretär des Rates. Am 13. April 2006 wurde er stellvertretender Leiter der Präsidialverwaltung.
Nach der Parlamentswahl 2012 wurde er Abgeordneter in der Mäschilis, dem Unterhaus des kasachischen Parlaments. Hier war er Vorsitzender des Ausschusses für internationale Angelegenheiten, Verteidigung und Sicherheit. Auch nach der Wahl 2016 blieb er Abgeordneter. Nach etwas mehr als sechs Jahren in der Mäschilis wurde er am 1. Februar 2018 stellvertretender Vorsitzender der Partei Nur Otan; im Juni des folgenden Jahres wurde er in der dieser Position bereits durch Bauyrschan Baibek ersetzt und er wurde stattdessen Assistent des kasachischen Präsidenten Qassym-Schomart Toqajew. Ab dem 18. Dezember 2019 hatte er die Position des ersten stellvertretenden Leiters der Präsidialverwaltung inne.
Seit dem 4. Mai 2020 ist Mäulen Äschimbajew Vorsitzender des kasachischen Senates. Er trat dabei die Nachfolge von Darigha Nasarbajewa, der Tochter des ehemaligen Präsidenten Nursultan Nasarbajew, an.

## Persönliches
Sein Vater war Saghatchan Äschimbajew (1947–1991), ein kasachischer Rundfunkfunktionär. Seine Mutter ist die Schriftstellerin Schärbanu Beissenowa (* 1947). Mäulen Äschimbajew selbst ist verheiratet und hat drei Töchter.